# Orogenèse calédonienne
L'orogenèse calédonienne ou cycle calédonien est un cycle orogénique paléozoïque qui a débuté au Cambrien, s'est poursuivi pendant l'Ordovicien et s'est terminé au Silurien. Son nom vient du mot latin pour l'Écosse, à savoir « Caledonia ».
Il trouve son origine dans le rapprochement puis le chevauchement de trois masses continentales : le terrane d'Avalonia et les deux continents de la Laurentia et de la Baltica. Ce rapprochement aboutit au supercontinent de la Laurussia.
Il est responsable de l'édification de la chaîne calédonienne, dont les structures sont encore bien visibles en Europe (Scandinavie, Écosse, pays de Galles, Irlande, Belgique) ainsi que dans l'Est des États-Unis, où une partie des Appalaches s'est érigée comme résultat du plissement calédonien, une autre partie plus tard comme résultat du plissement hercynien. 
On distingue dans le cycle calédonien plusieurs phases tectoniques, à savoir 
- la phase orogénique cadomienne ou assyntique, la plus ancienne (de la fin du Néoprotérozoïque il y a environ 750 millions d’années, au début du Cambrien inférieur (ou Géorgien) il y a environ 530 millions d'années ;
- la phase orogénique sarde, au début de l'Ordovicien inférieur, ou Trémadocien, il y a environ 495 Ma ;
- la phase orogénique taconique, au début du Silurien inférieur, ou Llandovérien, il y a environ 425 Ma ;
- la phase orogénique ardennaise, à la fin du Silurien supérieur, ou Ludlowien, il y a environ 400 Ma ; cette dernière phase orogénique constitue en quelque sorte une transition vers le cycle hercynien (varisque).